# Normann (adelsslægt)
 Ikke at forveksle med Norman (adelsslægt).
Normann (også Norman, Nordmand) er en pommersk uradelsslægt fra Rügen, som også blev naturaliseret som dansk adel. Den danske adlede linje er uddød, mens en borgerlig gren måske stadig lever i Danmark. Slægten har også etableret grene i Sverige, Brandenburg-Preussen, Schlesien og Württemberg.

## Våben
Tværdelt af hvidt, hvori en halv sort ørn med rødt næb fast på delingen, og blåt, hvori der er tre røde ruder. På hjelmen to krydsede røde årer foran tre påfuglefjer.

## Historie
Den oprindelig på Rügen hjemmehørende adelsslægt Narmann eller Normann er sikkert af samme oprindelse som slægten Paslick, med hvilken den har våben fælles. Slægten træder frem i historien 1316 med brødrene Thesemer, Henneke og Thesdart Norman.
På Rügen har slægten haft besiddelser i Dubkevitz, Helle, Liddow, Lebbin, Tribbevitz, Jarnitz, Tribberatz og Poppelvitz. Efterhånden fik slægten også godser på fastlandet, bl.a. Mocker og Thurow.
1556 var en Heinrich von Normann statholder i Cammin Stift. Familien har også produceret talrie landfogeder på Rügen, og en Melchior von Normann var første råd hos hertug Ernst Ludvig af Pommern og havde fuldmagt til at regere i hertugens sted.
Flere medlemmer af slægten stod i preussisk militærtjeneste. Karl Ludwig von Normann fik henholdsvis under kong Frederik 2. og Georg Balthasar von Normann under Frederik Vilhelm 2. rang som generalmajor. Den sidstnævnte adopterede sin nevø, som grundlagde grenen von Kahlden-Normann begründete. Linjen i Württemberg fik i 1806 under navnet von Normann-Ehrenfels grevelig værdighed.

### I Danmark
Slægten, der i det 15. århundrede sad inde med Roskildebispens lensgodser, kom i 16. og 17. århundrede til Danmark; således af linjen Tribbevitz jægermester Adam Normand 1568 og dennes slægtning Ernst Normand (1579-1645) til Tribbevitz, Palsgård, Selsø og Gundetved. Denne linje uddøde i Danmark med Jochum Normand 1653.
Af linjen Jarnitz — hvis ældst kendte mand er Tönnies von Normann (nævnt 1370) — skal nævnes Jürgen Ernst von Normann (nævnt 1727) til Lebbin, der var fader til dansk generalmajor og kammerherre Gottlieb Philip Geritus Dietrich von Normann (1749-1821) og til kammerherre, oberstløjtnant Adolph Christoph Adam von Normann (1747-1821), der 1776 blev naturaliseret som dansk adelsmand, men ikke efterlod sig descendens.
Generalmajor Gottlieb Philip Geritus Dietrich von Normann var fader til kaptajn i Marinen Emil Wilhelm Normann (1798-1881), hvis sønner var kommandør, meddirektør i DFDS Carl Otto Emil Normann (1839-1899) — fader til direktør Leif Otto Normann (1890-1973) — og direktør i Privatbanken Axel Normann (1841-1927), af hvis børn skal nævnes Ellie Mary Normann (1873-1959), gift med skibsreder Adolf Peter Antonius Carl (1848-1908), og dramaturg Jacob Christian Normann (1877-1958).

## Kendte medlemmer
- Helmuth Theodor Wilhelm von Normann (1802-1832), diplomat og digter
- Heinrich von Normann, gesandt, statholder i Cammin Stift
- Matthäus von Normann, tysk jurist, landfoged på Rügen
- Melchior von Normann, hertugelig råd og minister

### I Brandenburg-Preussen
- Axel von Normann (1760-1835), preussisk generalmajor
- Georg Balthasar von Normann (1721-1795), preussisk generalmajor
- Johann Friedrich von Normann (1734-1798), preussisk generalmajor
- Karl Ludwig von Normann (1705-1780), preussisk generalmajor
- Karl von Normann (1827-1888), preussisk hofmarskal

### I Württemberg
- Karl Friedrich Leberecht von Normann-Ehrenfels (1784-1822), greve, württembergsk generalmajor, filhellener
- Philipp Christian von Normann-Ehrenfels (1756-1817), tysk greve, jurist, statsminister i Kongeriget Württemberg

### I Danmark
- Adam Normand (1500-tallet), jægermester og lensmand
- Carl Otto Emil Normann (1839-1899), søofficer og skibsreder
- Ernst Normand (1579-1645), godsejer, gesandt og lensmand
- Adolph Christoph Adam von Normann (1747-1821), officer og kammerherre
- Gottlieb Philip Geritus Dietrich von Normann (1749-1821), officer og kammerherre
- Jacob Christian Normann (1877-1958), dramaturg
- Leif Otto Normann (1890-1973), direktør